# Valentin Carron
Valentin Carron (* 17. Februar 1977 in Martigny) ist ein schweizerischer Maler, Bildhauer und Installationskünstler.

## Leben und Werk
Carron besuchte von 1992 bis 1999 die kantonale Kunstmittelschule (École cantonale d’art du Valais, ECAV) in Sion und anschliessend von 1997 bis 2000 die Lausanner Kunsthochschule (École cantonale d’art de Lausanne, ECAL). In seinen, vor allem plastischen, Arbeiten nimmt Carron traditionelle Symbole, Formen archäologischer Funde, wie auch skulpturale Arbeiten bekannter Vorbilder wie Alberto Giacometti auf und formt sie in ein eigenes, appropriatives Bild- und Zeichensystem ein.
2013 stellte Carron im Schweizer Pavillon der Biennale von Venedig aus. Als Hauptarbeit zeigte er eine eisengeschmiedete 80 Meter lange Schlange, die sich durch die Räume wandt, sowie – an den Wandflächen – plattgepresste und anschliessend in Bronze abgegossene Blasinstrumente.
Valentin Carron erhielt 2015 den Overbeck-Preis für Bildende Kunst.
Der Künstler lebt und arbeitet in seinem walliserischen Heimatort Fully.

## Ausstellungen
- 2009: Art Basel: Public Art Projects
- 2007: Valentin Carron. Kunsthalle Zürich[4]
- 2006: Valentin Carron. Swiss Institute, New York
- 2005: Solide Objects. Centre d’art contemporain Genève, Genf